# Mein Gott, nimm die gerechte Seele
Mein Gott, nimm die gerechte Seele (BWV Anhang 17) ist eine verschollene Trauerkantate von Johann Sebastian Bach, die er in Leipzig komponierte und am 5. Juni 1732 dort aufführte.
Musik und Text ist verloren gegangen, lediglich die Besetzung und die Stimmlagen sind bekannt. Auch die Echtheit des Werkes ist nicht sicher nachgewiesen.
Im Breitkopfs Verzeichniß Musicalischer Werke von 1761 wird das Werk unter „Trauer-Kantaten“ aufgelistet.